# Parco Archeologico San Agustín

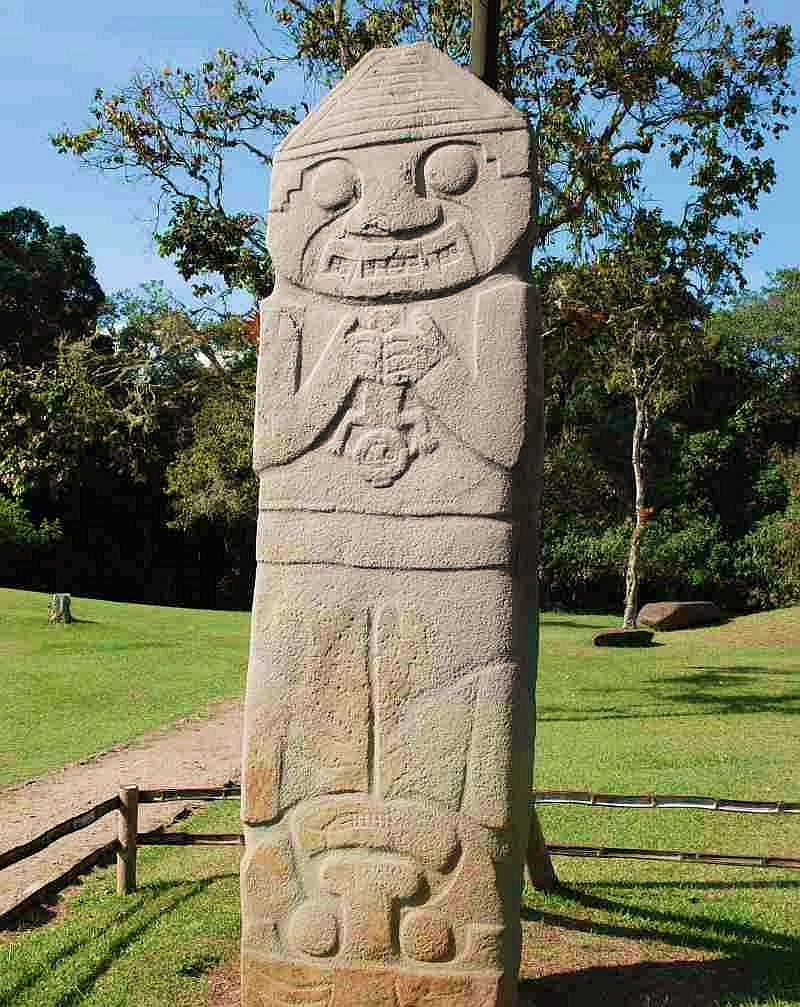
Il Parco archeologico di San Agustín

Il Parco archeologico San Agustín (spagnolo:Parque arqueológico de San Agustín) si trova nel comune di San Agustín nel dipartimento di Huila, nella Colombia meridionale, a 227 chilometri da Neiva. Il villaggio originale venne fondato nel 1752 da Alejo Astudillo, ma venne in pochi anni distrutto dagli indigeni. Il villaggio odierno venne fondato nel 1790 da Lucas de Herazo y Mendigaña.
Quest'area è molto famosa per le sue numerose architetture di origine precolombiana, erette fra il I e l'VIII secolo, che attirano numerosi turisti e rappresentano la principale voce economica della regione. Si tratta del più grande complesso di monumenti religiosi e strutture megalitiche del Sud America.
Nel 1995 il parco archeologico venne inserito nell'elenco dei Patrimoni dell'umanità dell'UNESCO. Le date delle statue sono incerte, ma si ritiene che siano state scolpite tra il 5 e il 400 d.C. L'origine degli intagliatori rimane un mistero, poiché il sito è in gran parte non scavato.

## Storia
Le statue furono descritte per la prima volta da un monaco spagnolo, Fray Juan de Santa Gertrudis (1724-1799), che visitò i paesi della Colombia (allora parte del Nuovo Regno di Granada), l'Ecuador e il Perù nel 1756-57 come missionario. Passò per San Agustín a metà del 1756 e scrisse delle statue nella sua opera in quattro volumi Maravillas de la naturaleza ('Meraviglie della natura').

## Geografia
Il parco archeologico si trova nel bacino superiore del fiume Magdalena e dei suoi principali affluenti, nel comune della città di San Agustín a Huila, ai piedi orientali del Massiccio Colombiano, da cui emergono le tre catene montuose andine che attraversano il paese da sud a nord nella regione andina. San Agustín dista 520 km da Bogotá. I resti degli antichi gruppi culturali sono sparsi su un'area di oltre 50 chilometri quadrati, su altopiani situati ai lati del canyon formato dalla sommità del fiume Magdalena. Il parco stesso corrisponde a una piccola area con un'alta concentrazione di tombe e contiene più di 500 statue di origine sconosciuta.

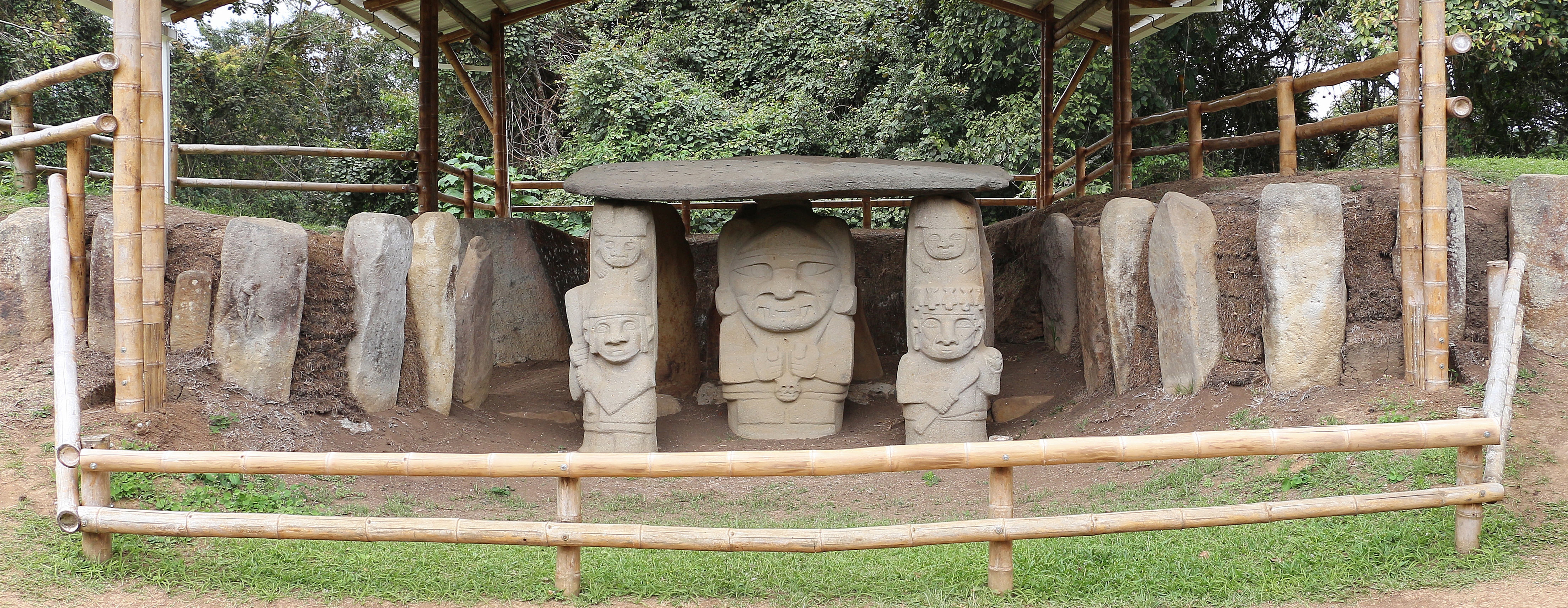
Statue in Mesita B del parco